# レッツ・タッチ・ザ・スカイ
レッツ・タッチ・ザ・スカイ（Let's Touch the Sky）は、アメリカのフュージョン・グループ、フォープレイがヘッズ・アップより2010年に発売したアルバム。
ギタリストがラリー・カールトンよりチャック・ローブに交代してからの第一弾。フォープレイ自身によるプロデュース作品。
フル・ボーカル曲にネイサン・イーストの作曲「I'll Still Be Lovin' You」がイースト自身により歌われている。また、ゲスト・ボーカリストとして、テディ・ペンダーグラスのヒット曲で知られる「Love TKO」にルーベン・スタッダードが、ジャズ・スタンダードの「You're My Thrill」にはアニタ・ベイカーが参加している。国内盤にはボーナストラックが1曲加わっている。「Gentle Giant」は2010年に死去したピアニストハンク・ジョーンズに捧げられた曲である。

## トラック・リスト
トラック・リストの出典は。
| #   | タイトル                       | 作詞・作曲            | 時間 |
| --- | ------------------------------ | --------------------- | ---- |
| 1.  | 「"Let's Touch the Sky"」      | James                 | 5:22 |
| 2.  | 「"3rd Degree"」               | Loeb                  | 5:07 |
| 3.  | 「"More Than a Dream"」        | Mason                 | 5:03 |
| 4.  | 「"Pineapple Getaway"」        | Mason                 | 5:52 |
| 5.  | 「"I'll Still Be Lovin' You"」 | East                  | 5:18 |
| 6.  | 「"Gentle Giant (For Hank)"」  | James                 | 5:59 |
| 7.  | 「"A Night in Rio"」           | East, Keane           | 5:26 |
| 8.  | 「"Love TKO"」                 | Noble, Womack, Womack | 4:30 |
| 9.  | 「"Above and Beyond"」         | Loeb                  | 6:30 |
| 10. | 「"Golden Faders"」            | James                 | 7:08 |
| 11. | 「"You're My Thrill"」         | Gorney, Sidney        | 5:47 |

| #   | タイトル                    | 作詞・作曲               | 時間 |
| --- | --------------------------- | ------------------------ | ---- |
| 12. | 「"When Love Breaks Down"」 | James, East, Loeb, Mason | 4:28 |

## パーソネル
- ボブ・ジェームス (Bob James) - キーボード
- ネイザン・イースト (Nathan East) - ベース、ボーカル
- チャック・ローブ (Chuck Loeb) - ギター
- ハーヴィー・メイソン (Havey Mason) - ドラムス

ゲスト・ミュージシャン
- ルーベン・スタッダード (Ruben Studdard) - ボーカル on 「Love TKO」
- アニタ・ベイカー (Anita Baker) - ボーカル on 「You're My Thrill」